# Présidiaux et bailliages de Bourgogne
À la veille de la Révolution[Laquelle ?], il y avait, dans le Gouvernement et l'Intendance de Bourgogne, huit présidiaux et vingt-trois bailliages royaux.

## Ressortissant au parlement de Bourgogne
Six présidiaux et dix-neuf bailliages royaux ressortissaient au parlement de Dijon.

### Présidial de Dijon
Cinq bailliages royaux — un bailliage principal et quatre bailliages particuliers — ressortissaient au présidial de Dijon, savoir :
- Le bailliage principal de Dijon ;
- Le bailliage particulier de Beaune ;
- Le bailliage particulier de Nuyts (Nuits)
- Le bailliage particulier d'Auxonne ;
- Le bailliage particulier de Saint-Jean-de-Losne.

### Présidial d'Autun
Cinq bailliages royaux — deux bailliages principaux et trois bailliages particuliers — ressortissaient au présidial d'Autun, savoir :
- Le bailliage principal d'Autun ;
- Le bailliage particulier de Montcenis ;
- Le bailliage particulier de Semur-en-Brionois ;
- Le bailliage particulier de Bourbon-l'Ancy (Bourbon-Lancy) : la châtellenie royale de Bourbon lui était unie ;
- Le bailliage principal de Charolles : il était appelé le « bailliage des cas royaux du Charollois » ; comprenait tout le comté de Charollais ; mais ne connaissait pas des appellations des justices seigneuriales.

### Présidial de Chalon
Un bailliage royal — bailliage principal — ressortissait au présidial de Chalon, savoir :
- Le bailliage principal de Chalon (Chalon-sur-Saône). Parmi les lieutenants-généraux, ont figuré Jean-Chrisostome Colmont (1738-1740), François Coulon (1741), Jacques-Louis Ginouze-Gallier (1742-1747), François-Antoine Noirot par délégation (1748-1750), Estienne Burignot (1751-1764), Louis Butard (1765-1770) et Jean-Louis Bernigaud de Grange (1771-1790).

### Présidial de Semur-en-Auxois
Quatre bailliages royaux — un bailliage principal et trois bailliages particuliers — ressortissaient au présidial de Semur, savoir :
- Le bailliage principal de Semur ;
- Le bailliage particulier d'Avallon ;
- Le bailliage particulier d'Arnay-le-Duc ;
- Le bailliage particulier de Saulieu.

Autre bailliage royal :
- Le bailliage particulier de Noyers.

### Présidial de Châtillon-sur-Seine
Un bailliage royal — bailliage principal — ressortissait au présidial de Châtillon, savoir :
- Le bailliage principal de la Montagne, séant à Châtillon.

### Présidial de Bourg
Trois bailliages royaux — tous bailliages principaux — ressortissaient au présidial de Bourg, savoir :
- Le bailliage principal de Bresse, séant à Bourg (Bourg-en-Bresse) ;
- Le bailliage principal du Bugey et Valromey, séant à Belley ;
- Le bailliage principal de Gex.

Les bailliages principaux de Bourg, Belley et Gex connaissaient, en première instance, des causes et procès dans les villes et châtellenies de Bourg, Montluel, Seyssel et Gex. Les châtelains de ces mêmes villes n'avaient que les appositions des scellés, les subhastations, la police et les affaires au-dessous de trois livres.

## Ressortissant au parlement de Paris
Deux présidiaux et deux bailliages royaux ressortissaient au Parlement de Paris.

S'y ajoutait le bailliage de Bar-sur-Seine, lequel ressortissait du présidial de Troyes.

### Présidial de Mâcon
Un bailliage royal — bailliage principal — ressortissait au présidial de Mâcon, savoir :
- Le bailliage principal de Mâcon : la prévôté royale de Mâcon lui était unie ; y ressortissaient un grand nombre de juridictions subalternes, ainsi que les paroisses et hameaux du Mâconnais, à l'exception de ce qui dépendait des justices de l'abbé et des religieux de Cluny.

### Présidial d'Auxerre
Un bailliage royal — bailliage principal — ressortissait au présidial d'Auxerre, savoir :
- Le bailliage principal d'Auxerre : y ressortissaient plusieurs juridictions subalternes, aussi bien que les paroisses et hameaux du comté d'Auxerre, à l'exception de Seignelay et de ses dépendances ; il comprenait un grand nombre d'autres villes, bourgs et paroisses qui ne dépendent pas du gouvernement de Bourgogne.

### Bailliage de Bar-sur-Seine ressortissant au présidial de Troyes
Un bailliage royal — bailliage principal — ressortissait au présidial de Troyes, savoir :
- Le bailliage principal de Bar-sur-Seine : y ressortissaient diverses juridictions subalternes, aussi bien que les paroisses et hameaux du comté de Bar-sur-Seine, à l'exception des paroisses de Celles et de Juilly-le-Château, qui étaient du bailliage présidial de Troyes.

## Bailliage ayant ressorti au parlement de Dombes
Un bailliage royal avait ressorti au Parlement de Dombes, séant à Trévoux :
- Bailliage de Dombes, séant à Trévoux.

## Bailliages seigneuriaux
À la veille de la Révolution, il y avait, dans le Gouvernement et l'Intendance de Bourgogne, seize bailliages seigneuriaux.

### Ressortissant au parlement de Bourgogne
Treize bailliages seigneuriaux ressortissaient « nuement » — c'est-à-dire directement — au parlement de Bourgogne, savoir :
- Le comté de Charollois ;
- Le marquisat de Seurre ou Bellegarde ;
- Le marquisat de Chaussin ;
- Le marquisat de la Perrière ;
- Le comté ou la Seigneurie de Noyers ;
- Châlon, ou le Bailliage du temporel de l'Évêché de la même ville, auquel plaidait la moitié de la ville de Châlon, aussi bien que les paroisses et hameaux qui formaient ce temporel ;
- Le duché-pairie de Langres à Châtillon-sur-Seine, auquel la mairie, ou justice ordinaire, de Châtillon ressortissait pendant trois ans, de même qu'au bailliage royal alternativement ;
- Le marquisat de Bagé ou Bauge, en Bresse ;
- Le Marquisat de Mirebel, en Bresse ;
- Saint-Rambert-en-Bugey, pour le marquisat du même lieu, pour celui de Saint-Sorlin, etc. ;
- Le marquisat de Val-Romey ;
- Le comté de Mont-Réal, en Bugey ;
- Le comté de Grolée, en Bugey.

II y avait des difficultés par rapport au ressort immédiat au parlement de quelques autres marquisats et comtés situés en Bresse.

### Ressortissant au parlement de Paris
Trois bailliages seigneuriaux ressortissaient « nuement » — c'est-à-dire directement — au parlement de Paris, savoir :
- Cluny, ou la Justice-Mage des Terres de l'Abbaye de la même ville : cette justice comprenait, outre la ville de Cluny, quarante-sept paroisses ou parties de paroisse ;
- Cluny, ou la Justice-Mage des Terres de la Mense conventuelle, ou des Religieux de la même Abbaye : elle avait dans son ressort deux paroisses et six parties de paroisse ;
- Le marquisat de Seignelay, dont dépendent cinq paroisses.